# Rio Arunca
O rio Arunca é um rio de planície português que nasce perto da povoação de Albergaria dos Doze, no concelho de Pombal, Distrito de Leiria.
Correndo no sentido sul-norte, passa por Albergaria dos Doze;Vermoil; Pombal; Soure e Vila Nova de Anços, estas duas últimas localidades já no concelho de Soure e Distrito de Coimbra.
Desagua na margem esquerda do rio Mondego, em plena região do Baixo Mondego, a três quilómetros a jusante da vila de Montemor-o-Velho, após percorrer 60 quilómetros.